# Смедеревски крај у Другом светском рату
Смедеревски крај у Другом светском рату је историјска монографија историчара Немање Девића.

## Опис
Књига представља измењену и допуњену верзију мастер рада "Смедеревски округ 1938-1946", који је Немања Девић одбранио у септембру 2014. године на Катедри за историју Југославије Одељења за историју Филозофског факултета Универзитета у Београду.
Књига се најпре појавила 2015. године у издању Института за савремену историју из Београда, а потом је изашла 2016. године у издању Музеја жртава геноцида. Рецензенти су били директор Института за савремену историју др Момчило Павловић и др Бојан Димитријевић, научни сарадник Института за савремену историју.
Централна промоција је организована 20. октобра 2015. године у великој сали Задужбине Илије М. Коларца, а говорили су научни сарадник Института за савремену историју др Срђан Цветковић, мр Слободан Гавриловић и редовни професор Филозофског факултета Универзитета у Београду др Мира Радојевић.